# Слуква лісова

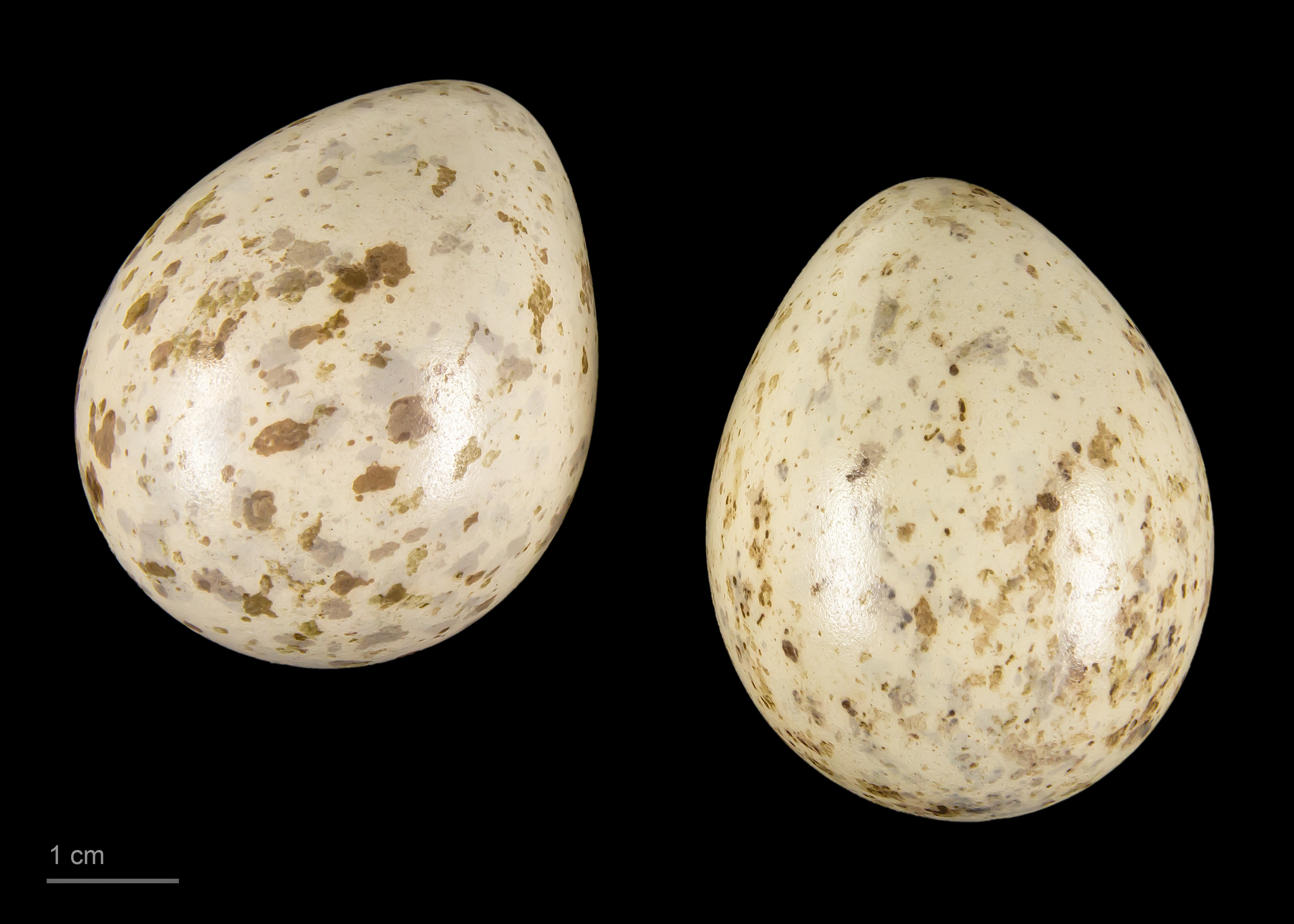
яйце Scolopax rusticola rusticola — Тулузький музей

Слу́ква лісова, або вальдшне́п (від нім. Waldschnepfe — «лісовий баранець»), раніше наголошення ва́льдшнеп, ва́люш, ва́люшень (Scolopax rusticola) — птах ряду сивкоподібних, родини баранцевих. Довжина тіла 34 — 38 см, маса 200—460 г. Мисливський птах.

## Опис
Птах досить великий, розміром сизого голуба, щільної статури з довгим прямим дзьобом. Довжина тіла 33-38 см, розмах крил 55-65 см, маса 210—460 г. Забарвлення захисне — в цілому іржаво-бурувате, із чорними, сірими або рудими плямами у верхній частині тіла. Низ більш блідий — кремовий або жовтувато-сірий, з чорними поперечними смугами. Таке забарвлення добре камуфлює птицю на тлі торішнього листя. Дзьоб прямий, циліндричної форми, може досягати 7-9 см в довжину. Очі розташовані високо і помітно зрушені назад — так, що круговий огляд збільшується до 360°. Між початком дзьоба і оком є добре помітна темно-коричнева смуга. У верхній частині голови також є одна світла і дві темні поздовжні смуги. Крила широкі і відносно короткі, політ схожий на совиний. Статевий диморфізм не виражений, молоді птахи відрізняються від дорослих лише малопомітною відмінністю в малюнку крила.

## Ареал та місця існування
Улюблені місця слукви — вологі хвойні й листяні ліси. В Україні звичайний гніздовий, перелітний птах північної частини Полісся, Карпат і Закарпаття; інколи зустрічається в Лісостепу. У межах природного ареалу інші схожі види не зустрічаються. Найближчий вид (а, можливо, і конспеціфічний йому) — Scolopax mira, що мешкає виключно на двох невеликих островах на півдні Японії. Останній виділяється білим кільцем пір'я навколо очей (у звичайної слукви ділянка голої шкіри), темною смугою на хвості і вужчими крилами.

## Розмноження
Навесні, особливо в туманні й дощові вечори, самці виходять на шлюбні польоти. Під час таких спокійних польотів на невеликій висоті над деревами самець слукви через певні інтервали часу кричить «кнортт-кнортт-пісп». Якщо «кнортт» чути здалеку, то високий звук «пісп» лише зблизька. Один самець за вечір робить 2-3 польоти. У квітні польоти закінчуються перед першими жаб'ячими концертами, а в травні перед співами дрімлюги.

## Живлення
Слуква живиться дощовими червами, комахами, молюсками тощо.